# Ensemble de vieilles fontaines à Vidrovac
L'ensemble de vieilles fontaines à Vidrovac (en serbe cyrillique : Комплекс старих чесама у Видровцу ; en serbe latin : Kompleks starih česama u Vidrovcu) se trouve à Vidrovac, dans la municipalité de Negotin et dans le district de Bor, en Serbie. Cet ensemble est inscrit sur la liste des monuments culturels protégés de la République de Serbie (identifiant no SK 338).